# РКК «Энергия»
Ракетно-косми́ческая корпора́ция «Эне́ргия» и́мени С. П. Королёва — одно из ведущих предприятий космической промышленности СССР и России. Главная организация корпорации находится в городе Королёве (Московская область), филиал — на космодроме Байконур (Казахстан).
Предприятие является основным разработчиком ракетно-космической техники — ракет-носителей, спутников, автоматических межпланетных станций, пилотируемых космических кораблей, пилотируемых орбитальных станций и их модулей.
В 2012 году 38 % акций предприятия принадлежали государству.
Прежние названия: ОКБ-1, ЦКБЭМ, НПО «Энергия». Нынешнее полное наименование — Публичное акционерное общество «Ракетно-космическая корпорация „Энергия“ имени С. П. Королёва».

## История

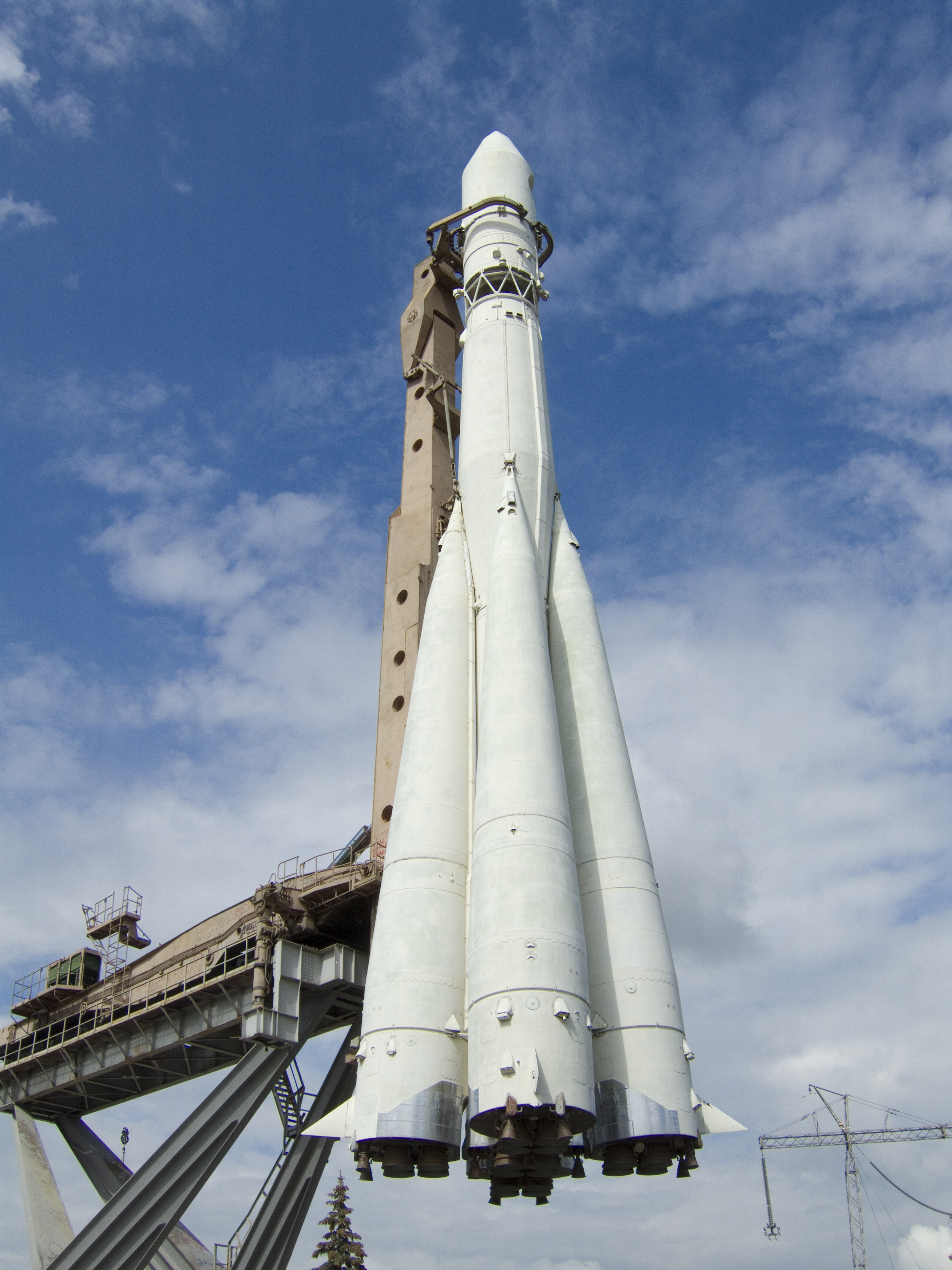
Копия ракеты «Восток» в Москве на ВДНХ

Основой предприятия стал отдел № 3 СКБ-88, входивший в состав созданного в 1946 году НИИ-88. Начальником отдела являлся С. П. Королёв. В апреле 1950 года на базе нескольких отделов СКБ-88 образовали Особое конструкторское бюро № 1 (ОКБ-1) под руководством Королёва. Решением Совета Министров СССР от 13 августа 1956 года № 4912сс конструкторское бюро вместе с опытным заводом выделились в самостоятельную организацию. В ведение ОКБ-1 передавались 1 939 сотрудников, экспериментальному заводу — более 10 тысяч.
Главным конструктором нового предприятия стал С. П. Королёв. Он был главным основоположником объединения КБ с производственной базой завода № 88, однако единая организационная структура возникла лишь в 1974 году под руководством Валентина Глушко. В 1956 году ОКБ-1 вышло из состава института НИИ-88, в 1966 году оно было переименовано в Центральное конструкторское бюро экспериментального машиностроения (ЦКБЭМ), в 1974 году оно было преобразовано в Научно-производственное объединение «Энергия».
В ОКБ-1 были разработаны и произведены первый искусственный спутник Земли, автоматические межпланетные станции, запущенные к Луне, Венере и Марсу. На предприятии в 1956—1957 годах была спроектирована и изготовлена ракета-носитель семейства Р-7. На первых ракетах Р-7 были выведены на околоземную орбиту первые искусственные спутники Земли.
В начале 1960-х годов на предприятии был разработан проект пилотируемого космического корабля «Север», на основе которого были построены несколько вариантов космического корабля семейства «Союз». Эти корабли долгое время были единственными пилотируемыми кораблями СССР и России.
С середины 1960-х и до 1974 года на предприятии осуществлялись масштабнейшие работы по советской лунной программе, включая разработку второй в мире ракеты-носителя сверхтяжёлого класса Н-1, лунно-облётного космического корабля «Союз 7К-Л1»/«Зонд» и лунно-посадочного корабля-комплекса Л3.
Разработанные на предприятии несколько вариантов беспилотного грузового космического корабля «Прогресс» стали обеспечивать орбитальные станции «Салют», «Мир» и МКС.
В период 1976—1993 годов предприятие являлось головным разработчиком третьей в мире ракеты-носителя сверхтяжёлого класса «Энергия». В тот период НПО «Энергия» носило условное наименование «Предприятие п/я В-2572».
В 1985 году разработан и запущен (20 февраля 1986 года) базовый блок орбитальной станции «Мир», являющейся советской орбитальной пилотируемой станцией третьего поколения. Головным разработчиком станции «Мир» являлось НПО «Энергия», в разработке и особенно в изготовлении базового блока и модулей станции ведущую роль выполнял Государственный космический научно-производственный центр имени М. В. Хруничева.
В 1980-х годах на предприятии разрабатывался бескрылый пилотируемый многоразовый транспортный космический корабль «Заря», предполагавшийся для замены кораблей серии «Союз» и отменённый в связи с сосредоточением на программе «Энергия — Буран».
На предприятии разрабатывался и проходил испытания второй в мире многоразовый космический корабль «Буран», в 1988 году совершивший единственный полёт.
На предприятии велась разработка многомодульной орбитальной станции четвёртого поколения «Мир-2», осуществление которой было отменено в связи с распадом СССР и участием России и предприятия в Международной космической станции.
С 1991 года НПО «Энергия» носит имя академика С. П. Королева. Постановлением Правительства РФ от 29 апреля 1994 года была образована Ракетно-космическая корпорация «Энергия» имени С. П. Королева.
В 2000-х годах на предприятии произведено усовершенствование производства — закуплены новые современные станки, в Германии закуплен и введён в строй новый автоклав для нанесения теплозащитного покрытия на поверхность спускаемого аппарата, вычислительная техника.
С 2000 по 2009 годы РКК на собственные средства разрабатывала крылатый многоцелевой пилотируемый многоразовый космический корабль «Клипер», предполагавшийся для замены кораблей серии «Союз». В 2009 году разработка была остановлена в связи с окончанием конкурса и разработкой нового, более универсального бескрылого космического корабля.
В 2005 году на предприятии по заказу Национальной академии наук Белоруссии был изготовлен космический аппарат для дистанционного зондирования Земли «БелКА». Запуск спутника был неудачным из-за неисправности ракеты-носителя (то есть не по вине РКК «Энергия»).
В мае 2022 года «Энергия» подписала с «Роскосмосом» контракт по разработке эскизного проекта Российской орбитальной станции.

### Отряд космонавтов

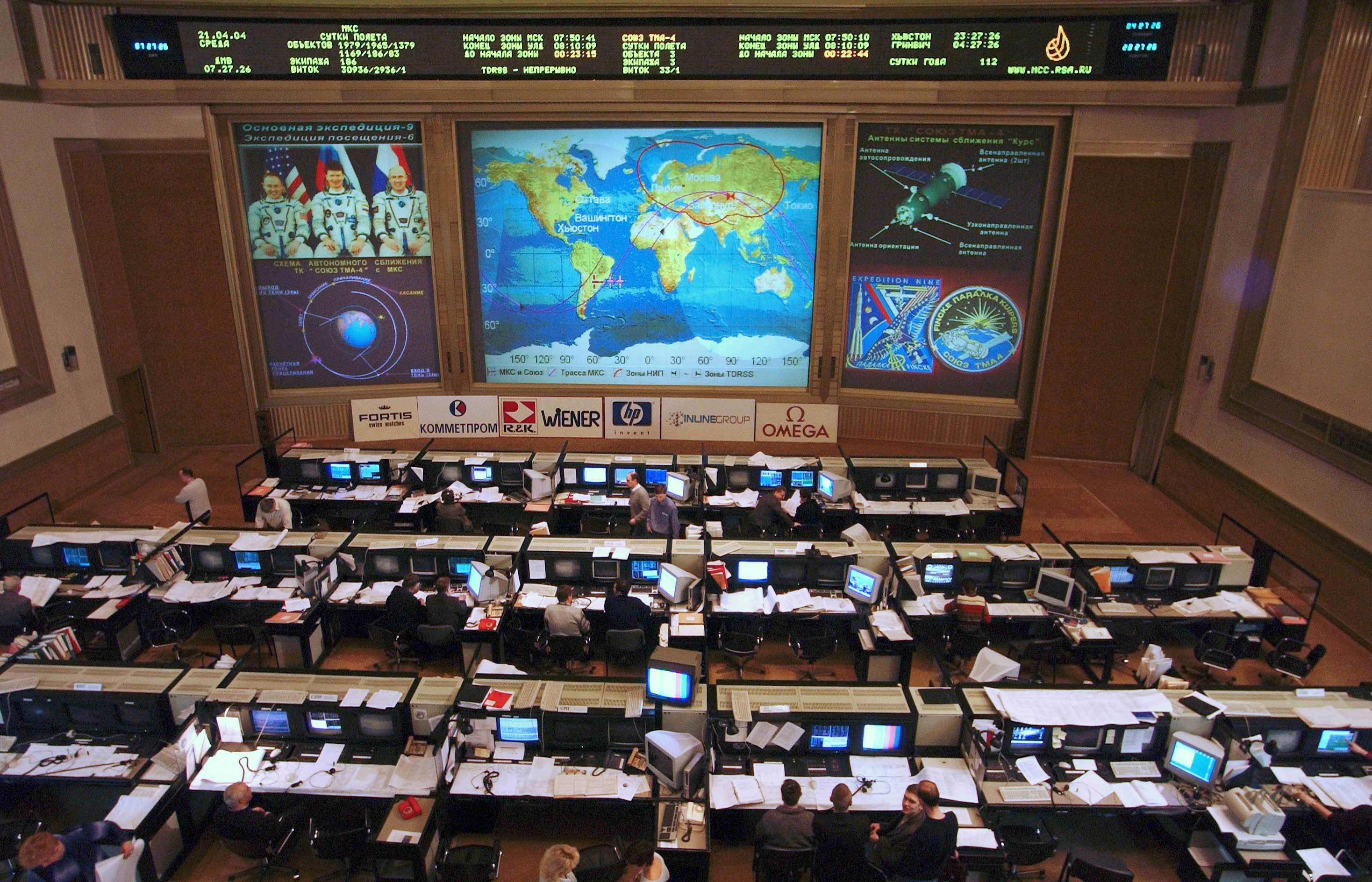
Главный зал Центра управления полётами (ЦУП)

В 1962 году С. П. Королёв подаёт в Правительство СССР докладную записку об участии в космических полётах специалистов ОКБ-1. Предложение обосновывалось необходимостью специальных знаний и навыков для эксплуатации космической техники и проведения экспериментов. Первым инженером ОКБ-1, побывавшим в космосе, стал К. П. Феоктистов (на КК «Восход-1» 12 октября 1964 года). В апреле 1964 года в ОКБ-1 создан лётно-испытательный отдел. В 1965 году из гражданских специалистов комиссией было отобрано 12 человек, позже группа была сокращена до 8 кандидатов. В первую группу входили С. Н. Анохин, В. Е. Бугров, В. Н. Волков, Г. А. Долгополов, Г. М. Гречко, А. С. Елисеев, В. Н. Кубасов и О. Г. Макаров. В январе 1967 года группу пополнили В. И. Севастьянов и Н. Н. Рукавишников. Во вторую группу были зачислены В. П. Никитский, В. И. Пацаев, В. А. Ядзовский и от Академии наук СССР (Институт электросварки имени Е. О. Патона) В. Г. Фартушный.
В испытаниях космических кораблей «Союз», первой в мире стыковке двух пилотируемых космических кораблей («Союз-4» и «Союз-5») c переходом из корабля в корабль через открытый космос участвовал инженер-испытатель ЦКБЭМ А. С. Елисеев. Это послужило началом равноправному участию военных лётчиков и гражданских специалистов в испытаниях пилотируемых космических кораблей и орбитальных станций.
Велась усиленная подготовка советских космонавтов лунной группы, в том числе от ЦКБЭМ, по облётам и посадкам по советской лунной программе.
В связи с прекращением работ по лунной тематике отряд ЦКБЭМ переходит к подготовке к орбитальным полётам на кораблях «Союз» и долговременных орбитальных станциях. Для реализации программ по орбитальным полётам и работе по совместному советско-американскому полёту «Союз — Аполлон» в 1971—1973 годах в отряд инженеров-испытателей были отобраны В. В. Аксёнов, Б. Д. Андреев, В. В. Лебедев, А. С. Иванченков, Ю. А. Пономарёв, В. В. Рюмин, Г. М. Стрекалов.
Для работ по программам транспортного корабля «Союз-Т», станции «Салют-6» и орбитального корабля «Буран» в 1978 году в новую группу отобраны А. П. Александров, А. Н. Баландин, А. И. Лавейкин, М. Х. Манаров, В. П. Савиных, А. А. Серебров и В. А. Соловьёв.
В 1980 году в отряд испытателей набраны женщины Н. Д. Кулешова, И. Р. Пронина и С. Е. Савицкая. В 1982 году Светлана Савицкая выполнила космический полёт в качестве космонавта-исследователя, а в 1984 году — в качестве бортинженера. В ходе программы полёта выполнен выход в открытый космос.
В 1984 году в отряд зачислены С. А. Емельянов и А. Ю. Калери, в 1985 году — А. Е. Зайцев и С. К. Крикалёв
Для обеспечения программ орбитального комплекса «Мир» был осуществлён дополнительный набор кандидатов в космонавты: С. В. Авдеев (1987); Н. М. Бударин, Е. В. Кондакова, А. Ф. Полещук, Ю. В. Усачёв (1989); П. В. Виноградов, А. И. Лазуткин, С. Е. Трещёв (1992); Н. В. Кужельная, М. В. Тюрин (1994). Е. В. Кондакова выполнила самый длительный космический полёт для женщин (169 суток 5 часов).
Всего в отряд космонавтов РКК «Энергия» было проведено 17 наборов и набрано 66 человек; из них 39 побывали в космосе.
В декабре 2010 года отряд космонавтов РКК «Энергия» был расформирован. В настоящее время все космонавты проходят подготовку в Звёздном городке Московской области и входят в отряд космонавтов Роскосмоса.

### Руководители
- 1956—1966 годы — главный конструктор С. П. Королёв.
- 1966—1974 годы — главный конструктор В. П. Мишин.
- 1974—1977 годы — директор, 1974—1989 — генеральный конструктор В. П. Глушко.
- 1977—1991 годы — генеральный директор В. Д. Вачнадзе[11].
- 1989—2005 годы — генеральный конструктор, 1991—1994 — генеральный директор, 1994—2005 — президент корпорации Ю. П. Семёнов.
- 2005—2007 годы — президент корпорации и генеральный конструктор Н. Н. Севастьянов.
- 2007—2014 годы — президент корпорации и генеральный конструктор В. А. Лопота.
- 2014—2015 годы — президент корпорации Владимир Солнцев, генеральный конструктор В. П. Легостаев.
- 2015—2018 годы — генеральный директор корпорации Владимир Солнцев[12], генеральный конструктор Е. А. Микрин.
- 2018—2019 годы — генеральный директор корпорации С. Ю. Романов, генеральный конструктор Е. А. Микрин.
- 2019—2020 годы — генеральный директор корпорации Н. Н. Севастьянов, генеральный конструктор Е. А. Микрин.
- с 2020 года — генеральный директор И. Я. Озар[13], генеральный конструктор (с мая 2021 года) космонавт Владимир Соловьёв[14].

## Собственники и руководство
Основные акционеры компании — Федеральное агентство по управлению государственным имуществом (38,22 %), управляющая компания «Лидер» (7 %) и ООО Инвестиционная компания «Развитие» (17,25 %), которое, в свою очередь, на 100 % принадлежит РКК «Энергия». Рыночная капитализация в RTS Board на 10 апреля 2007 года составляла около $340 млн.
Завод экспериментального машиностроения и Инвестиционная компания (ИК) «Развитие» подконтрольны руководству РКК.
- С. Ю. Романов (2018—2019), генеральный директор корпорации

24 января 2019 года совет директоров Ракетно-космической корпорации «Энергия» избрал нового и. о. генерального директора – Николая Севастьянова.
- Е. А. Микрин, генеральный конструктор — первый заместитель генерального директора
- Н. А. Брюханов, первый заместитель генерального конструктора — генеральный конструктор перспективных космических комплексов и систем
- И. В. Фролов, первый заместитель генерального конструктора — генеральный конструктор автоматических космических комплексов и систем[18]
- И. С. Радугин, Первый заместитель генерального конструктора — генеральный конструктор средств выведения
- В. А. Соловьёв, первый заместитель генерального конструктора по лётной эксплуатации, испытаниям ракетно-космических комплексов и систем.[18]

## Деятельность
РКК «Энергия» — разработчик пилотируемых кораблей «Союз» и беспилотных грузовых кораблей «Прогресс». Эти корабли, помимо прочих применений, обеспечивают функционирование Международной космической станции (МКС) и проведение экспериментов её экипажами, включая смену экипажей и обеспечение МКС материальными средствами. В 2011 году предприятие стало единственным в мире производителем пилотируемых космических кораблей, осуществляющих полёты космонавтов на МКС (до 5 образцов в год к 2013 году). Американское аэрокосмическое агентство НАСА продлило контракт на доставку астронавтов на Международную космическую станцию на российских «Союзах» на срок до середины 2017 года
В 2012 году РКК «Энергия» выиграла контракт на создание научно-энергетического модуля НЭМ-1 для МКС, который, согласно контракту, должен был быть построен до конца ноября 2015 года, впоследствии сроки были перенесены на 2022 год.
Также РКК «Энергия» — разработчик космических аппаратов системы спутниковой связи «Ямал», подрядчик в создании европейского грузового космического корабля ATV.
Производит разгонные блоки «ДМ» для ракет-носителей «Протон».
РКК «Энергия» участвовала в проекте Sea Launch («Морской старт») — производила разгонные блоки «ДМ-SL» для украинских ракет-носителей «Зенит». Последний старт в рамках проекта произведён в 2014 году.
Предприятие ведёт разработку нового многоцелевого частично-многоразового пилотируемого космического корабля «Орёл».
На предприятии велась разработка Коммерческой космической станции (CSS) для космического туризма, прекращена в 2015 году.
Также предприятие имеет проекты лунно-облётного варианта корабля «Союз» для космического туризма, новой небольшой российской орбитальной станции (на период после завершения эксплуатации МКС) и лунных экспедиций с использованием корабля «Орёл».
Компания является членом Международной ассоциации участников космической деятельности. РКК «Энергия» регулярно принимает участие в Международных авиационно-космических салонах, проходящих в Парижском предместье Ле-Бурже, на авиационно-космическом салоне МАКС в городе Жуковском (Московская область).
РКК «Энергия» принадлежит авиакомпания «Космос», владеющая парком самолётов Ту-134 и Ан-12, базирующаяся в аэропорту Внуково («Внуково-3»). Авиакомпания обеспечивает доставку людей и грузов в филиалы РКК.
В конверсионной деятельности корпорации основные направления — создание современных средств протезирования для людей с поражением опорно-двигательного аппарата, электродвигательные транспортные средства: электротележка КАР-10 — прогулочная коляска, электрогрузовая тележка ЭГТ 1 с питанием от батареи суперконденсаторов.

### Экономика
Выручка компании:
- 2015 год — 25 млрд руб.[24]
- 2016 год — 33,828 млрд руб.[2]
- 2017 год — 42,373 млрд руб.[2]
- 2020 год — 41,601 млрд руб.[25]

### Программы
- Создание транспортной пилотируемой космической системы нового поколения
- Развитие космического туризма
- Разработка космических систем для межпланетных экспедиций
- Разработка и создание космических телекоммуникационных систем с использованием крупноразмерных космических антенн и отражателей.

### Сотрудничество

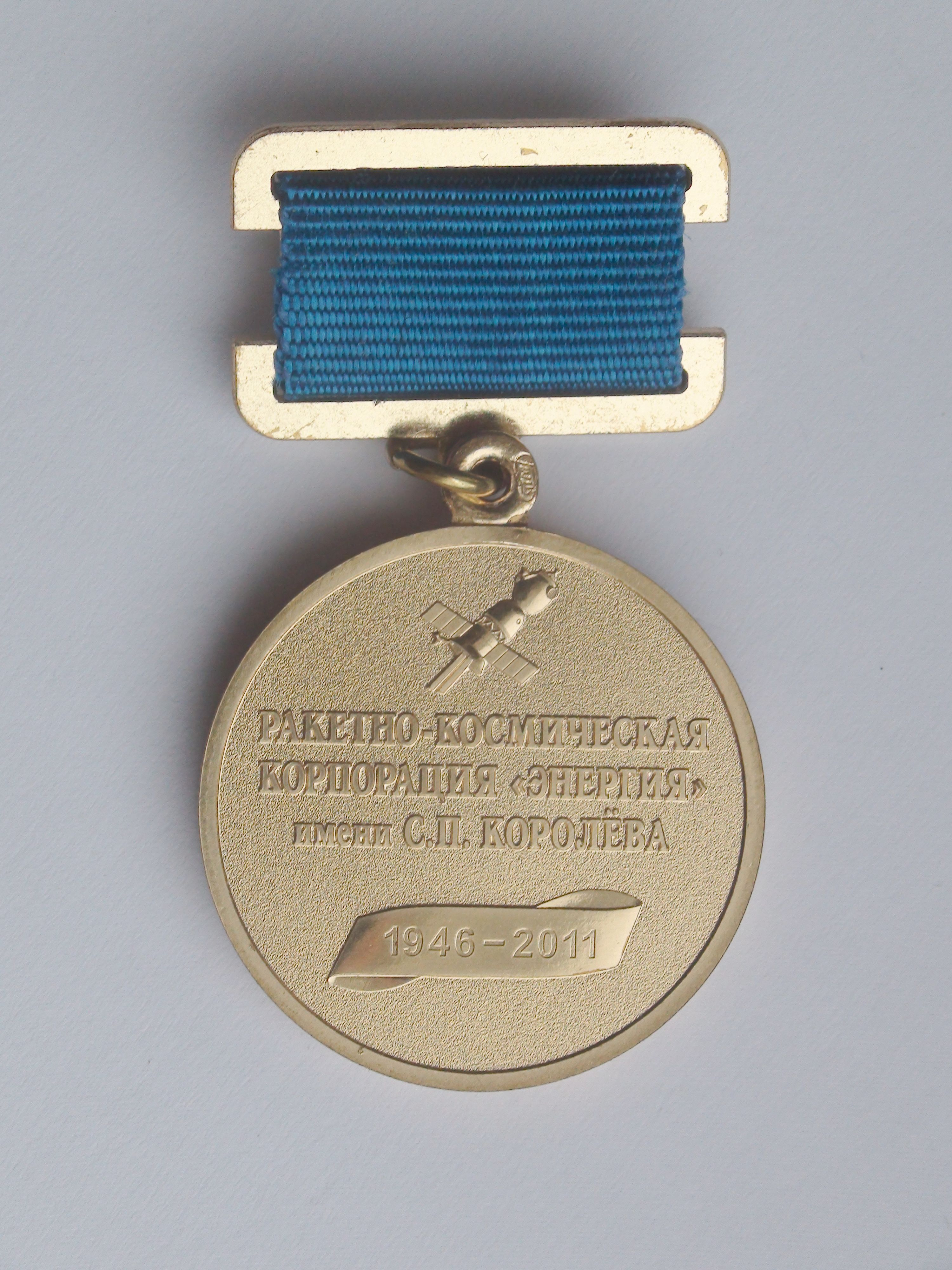
Юбилейная медаль РКК «Энергия»

Предприятия, которые участвовали и участвуют в проектах РКК «Энергия»:
- ЦНИИ робототехники и технической кибернетики;
- НИИ телевидения;
- ЛОМО;
- Российский научный центр «Прикладная химия»;
- Институт химии силикатов имени И. В. Гребенщикова РАН.

### Социальная политика
Для сотрудников предприятия предусмотрены собственные столовые на территории корпорации, они обеспечиваются медицинской страховкой, а также льготными путёвками в корпоративные базы отдыха:
- санаторий-профилакторий «Подлипки» в Королёве;
- санаторий «Крепость» в Кисловодске;
- пансионат и лагерь отдыха «Восход» на речке Торгоша, в Сергиевом Посаде;
- пансионат «Восток» в посёлке Новомихайловском, Туапсе.

Работникам предоставляется жильё по ценам ниже коммерческих. Предприятие является крупным и многоцелевым застройщиком недвижимости в социально-культурной сфере в городе Королёве. Молодые специалисты могут получить квартиры в аренду по низким ценам.
Выпускникам школ России предоставляется оплачиваемое целевое обучение в ведущих ВУЗах Москвы и Санкт-Петербурга.
Работники, проработавшие на корпорации более 15 лет и вышедшие на пенсию, получают от корпорации надбавку к пенсии.

## Государственные награды
Награды предприятия:
- Четыре Ордена Ленина
- Орден Октябрьской Революции

Награды сотрудников предприятия:
- С. П. Королёв и В. П. Глушко — дважды Герои Социалистического Труда;
- 24 сотрудника — Герои Социалистического Труда;
- 56 сотрудников — лауреаты Ленинской премии;
- 94 сотрудника — лауреаты Государственной премии СССР.

## Музей
На территории предприятия работает Музей космической техники, носящий имя конструктора Вахтанга Вачнадзе. В состав музея входит демонстрационный зал (1300 м2), зал трудовой славы и мемориальная комната С. П. Королёва (250 м2). В демонстрационном зале представлена ракетно-космическая техника: от первых спутников и ракет дальнего действия до ракеты-носителя «Энергия» и пилотируемых космических кораблей всех модификаций.

## Факты
- На территории РКК «Энергия» хорошо сохранился и отреставрирован двухэтажный каменный господский дом с пилястрами, выдающимся портиком и остроконечным шпилем, а также хозяйственные постройки (начало XX века). До событий 1917 года здесь была усадьба купцов-чаеторговцев Перловых с фруктовым садом и манежем для выездки лошадей. По другим данным это здание заводоуправления завода им. Калинина, построенное в начале 20-х годов. В настоящее время в здании находится канцелярия и оборудован офис для приёма иностранных делегаций.
- На предприятии выходит еженедельная газета «За новую технику»[32].
- Наряду с космической техникой на предприятии выпускались товары народного потребления: электромобили для инвалидов, скороварки, молоковарки, кухонные процессоры, пылесосы, телевизионные антенны.
- На предприятии работает учебный центр, осуществляющий подготовку по рабочим специальностям, курсы переподготовки ИТР, аспирантура.

## Скандалы
Против бывшего президента РКК «Энергия» Владимира Солнцева возбуждено два уголовных дела. По одному делу 24 января 2023 г. он признан виновным. По другому делу 15 мая 2023 г началось разбирательство в суде.
Против бывшего президента РКК «Энергия» Виталия Лопоты возбуждено уголовное дело о причинении ущерба в размере 9 млрд рублей. РКК «Энергия» признана потерпевшей стороной на всю сумму иска.

### Комментарии
1. ↑  Присвоение новому объединению наименования «Энергия» также является инициативой Глушко
2. ↑  Проект не был осуществлён.

### Сноски
1. 1 2 3  http://e-disclosure.ru/portal/files.aspx?id=1615&type=3
2. 1 2 3 4 5  Годовая бухгалтерская отчётность ПАО РКК «Энергия» им. С. П. Королёва за 2017 год. // Официальный сайт РКК «Энергия» (2 апреля 2018). Дата обращения: 27 июня 2018. Архивировано 27 июня 2018 года.
3. ↑  Распоряжение Правительства Российской Федерации от 22 августа 2016 года № 1769-р «Об объявлении благодарности Правительства Российской Федерации». Дата обращения: 14 октября 2022. Архивировано 14 октября 2022 года.
4. ↑  Иван Чеберко. «Энергия» договорилась с Boeing о проектах освоения дальнего космоса. Известия. // Известия (18 августа 2016). Дата обращения: 20 апреля 2017. Архивировано 17 августа 2016 года.
5. ↑  Уткин В. Ф. Полувековой юбилей ЦНИИмаш // Земля и Вселенная : журнал. — Наука, 1996. — № 6. Архивировано 22 февраля 2020 года.
6. ↑  Черток Б. Е. Главный конструктор. К 100-летию со дня рождения академика С. П. Королёва // Вестник РАН : журнал. — М.: Наука, 2007. — Т. 77, № 1. — С. 50—61. — ISSN 0869-5873. Архивировано 19 сентября 2020 года.
7. ↑  Ракетно-космическая корпорация "Энергия" имени С.П. Королева". Досье. Дата обращения: 18 июля 2022. Архивировано 18 июля 2022 года.
8. ↑  Состав государственной комиссии по испытаниям изделия 11К25. http://p-113.narod.ru.+Дата обращения: 20 апреля 2017. Архивировано 7 апреля 2014 года.
9. ↑  Ракетно-космическая корпорация "Энергия" имени С.П. Королева". Досье. Дата обращения: 18 июля 2022. Архивировано 18 июля 2022 года.
10. ↑  «Роскосмос» разработает эскиз проекта российской орбитальной станции. РБК. — новость. Дата обращения: 5 июня 2022. Архивировано 5 июня 2022 года.
11. ↑  ЦНИИ РТК — Энциклопедия космонавтики. Дата обращения: 28 марта 2011. Архивировано из оригинала 21 января 2012 года.
12. ↑  Гендиректор РКК "Энергия" Солнцев написал заявление об увольнении. РИА Новости. 3 июля 2018. Архивировано 29 июля 2018. Дата обращения: 4 июля 2018.
13. ↑  Главой РКК «Энергия» утвержден экс-директор «Сухого» Игорь Озар
14. ↑  К ЮБИЛЕЮ ВЛАДИМИРА АЛЕКСЕЕВИЧА СОЛОВЬЕВА. Российский государственный архив научно-технической документации (ноябрь 2021).
15. ↑  Интервью: Николай Севастьянов, президент Ракетно-космической корпорации «Энергия». Ведомости, № 64 (1838), 11 апреля 2007
16. ↑  РКК «Энергия» меняет гендиректора. Дата обращения: 24 января 2019. Архивировано 24 января 2019 года.
17. ↑  РКК "Энергия" - Новости. www.energia.ru. Дата обращения: 20 мая 2025. Архивировано 13 января 2022 года.
18. 1 2  РКК «Энергия». Руководство ПАО «РКК «Энергия» имени С.П. Королёва». РКК «Энергия».
19. ↑  НАСА продлило контракт на доставку астронавтов на МКС Архивная копия от 2 мая 2013 на Wayback Machine // РИА Новости
20. ↑  РКК «Энергия» выиграла контракт на создание модуля НЭМ-1 для МКС. РИА Новости (30 ноября 2012). Дата обращения: 20 апреля 2017. Архивировано 21 апреля 2017 года.
21. ↑  Запуск научно-энергетического модуля к МКС перенесли на 2022 год. РИА Новости (31 августа 2018). Дата обращения: 19 марта 2019. Архивировано 29 октября 2020 года.
22. ↑  О компании. // kosmos-air.com. Дата обращения: 29 марта 2011. Архивировано из оригинала 3 июня 2009 года.
23. ↑  ОАО РКК «Энергия» имени С.П.Королева»: Комплекс средств протезирования. www.roscosmos.ru. Дата обращения: 15 февраля 2022. Архивировано 15 февраля 2022 года.
24. ↑  ПАО «РКК «Энергия». Интерфакс-ЦРКИ. Дата обращения: 16 апреля 2017. Архивировано 19 мая 2017 года.
25. ↑  Интерфакс – Сервер раскрытия информации. www.e-disclosure.ru. Дата обращения: 24 февраля 2023. Архивировано 24 февраля 2023 года.
26. ↑  Эльви Усманова. «На Луну полетим, когда решим проблемы на Земле». Деловой Петербург (24 сентября 2007). Дата обращения: 20 апреля 2017. Архивировано 21 апреля 2017 года.
27. ↑  Опубликована уникальная интерактивная карта градообразующей роли Ракетно-космической корпорации «Энергия» в развитии г. Королёв Архивная копия от 23 сентября 2017 на Wayback Machine // Служба распространения пресс-релизов
28. ↑  Целевое обучение в ВУЗе. Дата обращения: 29 марта 2011. Архивировано из оригинала 10 апреля 2011 года.
29. ↑  История предприятия. ПАО «РКК «Энергия». Дата обращения: 20 апреля 2017. Архивировано 30 марта 2017 года.
30. ↑  Музей корпорации. ПАО «РКК «Энергия». Дата обращения: 20 апреля 2017. Архивировано 7 мая 2017 года.
31. ↑  Музею космической техники РКК "Энергия" присвоили имя бывшего главы корпорации Вачнадзе. Дата обращения: 14 февраля 2019. Архивировано 14 февраля 2019 года.
32. ↑  Газета "За новую технику" учреждена РКК Энергией. Дата обращения: 28 января 2019. Архивировано 28 января 2019 года.
33. ↑  Коммерсантъ 24.01.2023 Юрий Сенаторов Космических управленцев запустили на посадку Архивная копия от 26 августа 2023 на Wayback Machine
34. ↑  Коммерсантъ 15.05.2023 Юрий Сенаторов, Николай Сергеев' Космический модуль приземлили в суде Архивная копия от 15 мая 2023 на Wayback Machine
35. ↑  Коммерсантъ 22.05.2023 Владислав Трифонов Морской фальстарт Архивная копия от 22 мая 2023 на Wayback Machine